# Astreinte
Se denomina como astreintes a las sanciones valuadas en dinero contra el deudor que demora el cumplimiento de una orden judicial, y que son requeridas por el juez a razón de una suma de dinero por cada día, cada semana o cada mes en que un deudor retarda el cumplimiento de una obligación determinada mediante una resolución judicial (la cual, según cada ordenamiento legal, puede ser una sentencia judicial, un auto, un decreto, etcétera). A diferencia de la multa simple, las astreintes tienen como característica un incremento periódico según el tiempo de retardo en que incurre el deudor, mientras la multa determina el pago de una suma fija no aumentable en el tiempo.

## Naturaleza jurídica
Constituyen un medio de compulsión del deudor. Dicha concepción excluye de que se trate: de una multa civil, porque tal sanción se aplica a una conducta ya obrada, y la astreinte persigue que, en el futuro, el deudor deje de resistir el cumplimiento de sus deberes; y de una indemnización de daños.

## Caracteres
Los caracteres que corresponde a las astreintes son:
Discrecionales, toda vez que los jueces tienen la facultad de imponerlos o no, según las circunstancias y pueden dejarlas sin efecto o reajustarlas.
Provisionales, es decir, no son definitivas.
Conminatorias; lo cual denota su propia finalidad de vencer la resistencia de un deudor mediante el incentivo económico.
Pecuniarias; solo pueden consistir en dinero.
Ejecutables; lo cual es una derivación de su propia naturaleza, el acreedor debe poder liquidar la deuda por astreintes y ejecutarla.
Pronunciables a favor del acreedor y a su pedido; lo primero surge de la ley, y lo segundo es una derivación de ello mismo.
Aplicables a un deudor o a un tercero.

## Finalidad
El objetivo de las astreintes es lograr que un deudor cumpla con ejecutar un mandato fijado por la autoridad judicial, tal mandato suele tratarse de cumplir una obligación jurídica de hacer. Puede ocurrir que el obligado retarde el cumplimiento del mandato judicial y para ello el juez aplica las astreintes como castigo compulsivo y progresivo en el tiempo, aumentando el monto de las astreintes en proporción al mayor retardo del obligado. 
Para el caso de la obligación jurídica de dar un bien, es posible que en el curso del proceso el acreedor pueda invocar una medida cautelar destinada a lograr el pago mediante el embargo de un bien del deudor. No obstante en el caso de una obligación jurídica de hacer resulta poco eficaz para el acreedor de aquella pedir un embargo contra el deudor, pues se busca que éste ejecute un acto específico y determinado, no que entregue un bien. Para lograrlo, diversos ordenamientos legales han previsto las astreintes como castigo pecuniario para el deudor reacio a cumplir las disposiciones del juez. Cuando el deudor cumple el mandato judicial, quedan sin efecto las astreintes.
Se explica la necesidad de las astreintes por la importancia de preservar la libertad personal de los individuos participantes de un litigio, de modo que en caso de incumplimiento del deudor el juez no necesite ordenar el encarcelamiento por desobediencia a la autoridad de quien elude el cumplimiento del mandato, limitándose el juez a ordenar un menoscabo en el patrimonio del incumplido. Tal medida ejerce una compulsión sobre el deudor sin afectar su libertad personal dentro de un proceso civil.

## Cesación
Las astreintes cesan, por vía principal, cuando el deudor las paga, o cuando son dejadas sin efecto. Y, por vía accesoria, cuando se extingue la obligación en razón de la cual fueron impuestas o el acreedor recibe lo debido sin hacer reserva acerca de los astreintes.